# 336680 Pavolpaulík
336680 Pavolpaulík è un asteroide della fascia principale. Scoperto nel 2010, presenta un'orbita caratterizzata da un semiasse maggiore pari a 2,2756330 UA e da un'eccentricità di 0,2312222, inclinata di 7,02398° rispetto all'eclittica.
L'asteroide è dedicato all'astronomo amatoriale slovacco Pavol Paulík.